# افینی ام‌اس-۸
افینی ام‌اس-۸ (Efini MS-۸) خودرویی است که در سال‌های ۱۹۹۲–۱۹۹۵در ژاپن تولید شده‌است. طراحی آن خودروهای موتور جلو-محور جلو بوده طول آن در حالت طبیعی ۴٬۶۹۵ میلیمتر (۱۸۴٫۸ اینچ)، عرض آن در حالت طبیعی ۱٬۷۵۰ میلیمتر (۶۹ اینچ) و ارتفاع آن در حالت طبیعی ۱٬۳۴۰ میلیمتر (۵۳ اینچ) و وزن آن در حالت طبیعی ۱٬۳۴۰ کیلوگرم (۲٬۹۵۰ پوند) است. سیستم جعبه‌دندهٔ آن ۴ دنده به صورت خودکار است.